# Łąski Piec
Łąski Piec (niem. Lonskipietz) – wieś borowiacka w Polsce, położona w województwie kujawsko-pomorskim, w powiecie tucholskim, w gminie Śliwice, na obszarze Borów Tucholskich, na zachodnim skraju Wdeckiego Parku Krajobrazowego i przy trasie linii kolejowej Jeżewo – Szlachta.
W latach 1975–1998 miejscowość administracyjnie należała do województwa bydgoskiego. Według Narodowego Spisu Powszechnego (III 2011 r.) liczyła 186 mieszkańców. Jest siódmą co do wielkości miejscowością gminy Śliwice.
Na początku XX wieku Łąski Piec słynął z rosnącej tutaj Królewskiej Sosny (niem. Die Königskiefer), uważanej przy wymiarach: 34 m wysokości i 3,7 m obwodu za największą sosnę Borów Tucholskich. 
W drugiej połowie stycznia 1907 r. w miejscowej szkole elementarnej odbył się strajk dzieci przeciwko nauczaniu religii w języku niemieckim. Strajk był elementem znacznie większej akcji biernego oporu wobec pruskich władz szkolnych, która na przełomie 1906 i 1907 r. objęła ponad 460 (!) szkół w prowincji Prusy Zachodnie, czyli przedrozbiorowe Pomorze Gdańskie, Powiśle, ziemię chełmińską i ziemię lubawską oraz część Krajny. Inspiracją dla strajków pomorskich były wcześniejsze działania dzieci w prowincji wielkopolskiej, ze słynnym strajkiem we Wrześni (1901) na czele.
W roku 1943 okupanci niemieccy wprowadzili dla miejscowości nazwę hitlerowską Quelltal.